# Cena Egona Hostovského
Cena Egona Hostovského je české, původně exilové, literární ocenění.

## Exil
Tradici Literární ceny Egona Hostovského založila Regina Hostovská v roce 1974 – rok po smrti svého muže, spisovatele Egona Hostovského. V 70. a 80. letech náležela prózám vydaným v exilových nakladatelstvích, udělovala se v Torontu.

## Po listopadu 1989
Od roku 1990 se udělovala za „román, jenž umělecky výrazně přesahuje běžnou produkci“ vydaný v uplynulém roce. O držiteli ceny rozhodovala porota složená z literátů a literárních teoretiků, oficiálně ji uděloval syn Egona Hostovského Paul Hostovsky. Na organizaci se podílela Obec spisovatelů.
Cena Egona Hostovského byla kvůli nedostatku financí naposledy udělena za r. 1999. Od té doby se z rozhodnutí jejího donátora Paula Hostovského neuděluje a pravděpodobně již udělovat nebude.

## Laureáti
- 1999 – Eva Kantůrková, Zahrada dětství jménem Eden
- 1998 – Karel Švestka, Couvání do času
- 1997 – Jaroslav Putík, Plyšový pes
- 1996 – Jiří Kratochvil, Avion
- 1995 – Jáchym Topol, Sestra
- 1994 –
- 1993 –
- 1992 – Viktor Fischl, Kuropění, Jeruzalémské povídky
- 1991 – Jiří Stránský, Zdivočelá země
- 1991 – Alexandra Berková, Magorie, aneb Příběh velké lásky
- 1990 – Iva Kotrlá, (?)

udělována v exilu
- 1989 – Jan Novák, Miliónový jeep
- 1988 – Josef Hiršal Vínek vzpomínek
- 1987 – Jaroslav Putík, Muž s břitvou
- 1986 – Milan Uhde, Velice tiché Ave
- 1985 – Jan Křesadlo (Václav Pinkava), Mrchopěvci
- 1984 – Jiří Gruša, Dr. Kokeš, mistr Panny'
- 1983 – Jan Trefulka, Velká stavba
- 1982 – Lenka Procházková, Růžová dáma
- 1981 – Egon Bondy, Invalidní sourozenci
- 1980 – Karel Pecka, Motáky nezvěstnému
- 1979 – Eda Kriseová, Křížová cesta kočárového kočího
- 1978 – Jiří Gruša, Dotazník, aneb Modlitba za jedno město a přítele
- 1977 – Ludvík Vaculík, Ivan Binar usp. Čára na zdi (kolektiv 24 autorů) Morčata(?)
- 1976 – Zdena Salivarová, Nebe, peklo, ráj
- 1975 – Vratislav Blažek Mariáš v Reykjavíku
- 1974 – Jaroslav Vejvoda, Plující andělé, letící ryby